# 梅利莎·贝洛特
梅利莎·贝洛特（英語：Melissa Belote，1956年10月16日—），美国女子游泳运动员，主攻仰泳。她曾代表美国参加1972年和1976年夏季奥林匹克运动会游泳比赛，获得三枚金牌。